# غونزين
غونزين (بالإنجليزية: Gonzen)‏ هو أحد جبال سلسلة جبال الألب أبينزيل وجزء من القمة الأم غامسبيرغ يقع في كانتون سانت غالن, سويسرا. يبلغ ارتفاع الجبل حوالي 1830 متر، بينما يبلغ ارتفاع نتوء الجبل 162 متر.